# Hotele we Wrocławiu
Hotele we Wrocławiu - usługi noclegowe towarzyszyły rozwojowi Wrocławia od jego powstania. Najpierw oferowano je w karczmach, gospodach, zajazdach i domach gościnnych, zaś od XVIII wieku zaczęły powstawać hotele – np. Zum Deutschen Haus (Do Niemieckiego Domu) przy ówczesnej Albrechtstrasse (obecnie ul. Wita Stwosza) 22 (1796-1903). W XIX powstały – w 1861 hotel Galish (Galicyjski) przy Tauentzienplatz (pl. Tadeusza Kościuszki) 15-17, który około 1900 zmienił nazwę na Residenz (Rezydencja), w 1866 Schlesischer Hof (Dwór Śląski) przy Bischofstrasse (ul. Biskupia) 4-5, jego inna nazwa - Hôtel de Silesia (Hotel Śląski). 

## Okres boomu budowlanego
Boom budowy hoteli można odnotować na przełomie XIX i XX wieku. W 1883 powstał Riegner, w 1892 Monopol, w 1898 Weisser Adler (Biały Orzeł), w 1903 Nord (Północny) i Deutsche Hansa (Niemiecka Hanza), w 1908 Kronprinz (Następca Tronu), 1911 Vier Jahreszeiten (Cztery Pory Roku) i Savoy. Największa ich ilość znajdowała się w okolicach dworca głównego i ówczesnej Gartenstrasse > ul. Ogrodowej, obecnej ul. Józefa Piłsudskiego.
W 1929 pod budowę domu towarowego Wertheim rozebrano reprezentacyjny hotel Residenz, zaś w 1930 Weisser Adler pod dom handlowy C&A.

## Lista 21 najlepszych hoteli w 1925
- Hotel Monopol,
- Hotel Nord,
- Hotel Residenz,
- Hotel Savoy,
- Hotel Schlesischer Hof,
- Hotel Vier Jahreszeiten,
- Hotel Fürstenhof,
- Hotel Goldene Gans,
- Hotel Hohenzollern Hof,
- Hotel Kronprinz,
- Hotel Metropol,
- Hotel Deutsche Krone,
- Hotel Germania,
- Hotel Habsburger Hof,
- Hotel König von Ungarn,
- Hotel zur Post,
- Hotel Reichshof,
- Hotel Riegner,
- Hotel Rom,
- Hotel Thon,
- Hotel Viktoria.

## Destrukcja w 1945
Kataklizm przyniosły dla infrastruktury miasta jak i samych hoteli działania wojenne 1945. Zniszczeniu uległo dziesiątki z obiektów, m.in. Breslauer Hof (Dwór Wrocławski) przy Neue Taschen Strasse (ul. Kołłątaja) 14, Germania przy Gartenstrasse (ul. Piłsudskiego) 101-103, Hansa (Hanza) przy TeIchstrasse (ul. Stawowej) 21, Nürnberger Hof (Dwór Norymberski) przy Ohlauer Strasse (ul. Oławskiej) 75, Post (Pocztowy) przy Albrechtstrasse (ul. Wita Stwosza) 28, Stadt Freiburg (Miasto Freiburg) przy Siebenhufener Strasse (ul. Tęczowej) 16, czy Waldenberger. 

## Po II wojnie światowej
Obecnie nie pełnią swej funkcji noclegowych, choć istnieją budynki w których się mieściły, hotele: Centralhotel (Hotel Centralny) przy Bohrauer Strasse (ul. Borowskiej) 5, Habsburger Hof > Haus Habsburg (Dwór Habsburski, Dom Habsburg) przy TeIchstrasse (ul. Stawowej 13), Odertorbahnhof (Dworzec Nadodrze) przy Trebnitzer Platz (pl. Powstańców Wielkopolskich) 1, Reichshof > Kaiserhof (Dwór Rzeszy, Dwór Cesarski) przy Neue Taschen Strasse (ul. Kołłątaja) 15, Riegner przy Königstrasse (ul. Leszczyńskiego) 4, Zum Reichsadler przy Gartenstrasse (ul. Piłsudskiego) 99, Zur Weidmannsruh przy Kletschkau Strasse (ul. Kleczkowskiej) 19. 
Z powodzeniem funkcjonują stare obiekty hotelowe: Lothus (b. Deutsches Haus), Monopol, Piast (Kronprinz), Polonia (Vier Jahreszeiten), Savoy, Europejski (Hohenzollern Hof); modernizuje się Grand Hotel (Hotel Nord).
W latach PRL w mieście powstał m.in. Hotel Wrocław, funkcjonujący obecnie jako dwa hotele – Novotel Wrocław Centrum i Ibis Wrocław Centrum.